# Vernon (miasto)
Vernon – miasto w Stanach Zjednoczonych, w stanie Nowy Jork, w hrabstwie Oneida.